# Chitz Klára
Chitz Klára (Robitsek Mórné; R. Chitz Klára) (Budweis, 1888. szeptember 13. – Budapest, 1965. július 22.) zenepedagógus.

## Életpályája
Chitz Ármin kályhakereskedő és Sattler Eleonóra (1852–1944) lánya. 1915-ben tartotta első önálló hangversenyét Bécsben. 1916-ban Linz, Graz és Klagenfurt am Wörthersee városaiban hangversenyzett. 1916-ban Leopold Godowsky-nál tanult Bécsben. 1918–1928 között a Nemzeti Zenede zongoratanára volt. 1920-ban Budapesten a Zeneakadémián zenetanári oklevelet kapott. 1928-ban Angliába ment, ahonnan 1945-ben tért vissza Magyarországra. 1949–1965 között a Bartók Béla Zeneművészeti Szakiskola oktatója volt. 1951–1955 között a Zeneművészeti Főiskolán is tanított.
Férje Robitsek Móric (1887–1961) magántisztviselő volt, akihez 1923. február 27-én Budapesten ment nőül.

## Művei
- Péter hangszerországban (Budapest, 1940)
- Technikai ABC (Budapest, 1948)
- Muzsikus Péter Hangszerországban (Budapest, 1948, 2. kiadás: Budapest, 1968, 3. kiadás: Budapest, 2013)
- Muzsikus Péter Hangszerországban. Ill. Kassowitz Félix. (ifjúsági könyv, Budapest, 1957)
- Újszerű skálaiskola (Budapest, 1959)
- Muzsikus Péter kalandjai: rajzos zeneelmélet gyermekeknek és felnőtteknek (Budapest, 1961, 2. kiadás: Budapest, 1979)